# Arkadiusz Sadowski
Arkadiusz Sadowski (ur. 23 maja 1989 w Płocku) – polski przedsiębiorca i pszczelarz.

## Życiorys
Absolwent Wydziału Politologii Uniwersytetu Mikołaja Kopernika w Toruniu. W 2011 roku rozpoczął swoją karierę w branży farmaceutycznej, podejmując pracę jako przedstawiciel medyczny. W 2014 roku rozpoczął pracę, jako analityk rynku farmaceutycznego w FarmaProm Polska, później jako menedżer.
W 2009 roku założył „Pasieki Rodziny Sadowskich”. W 2018 roku założył firmę zajmującą się zarządzaniem pasiekami i sprzedażą miodu, zrobił to tym razem z trzema wspólnikami. Jest twórcą, współzałożycielem, prezesem zarządu i dyrektorem generalnym spółki Miodziarze sp. z o.o., znanej pod marką „Pasieki Rodziny Sadowskich”. Według niektórych źródeł, jego spółka jest uznawana za największe gospodarstwo pszczelarskie w Polsce.
W lutym 2023 powołał do życia „Fundację Rodziny Sadowskich”. Celem fundacji jest promowanie dobrostanu polskich pszczół, a co za tym idzie wspieranie rolnictwa i ludzkości. Od 2023 roku Fundacja Rodziny Sadowskich jest głównym sponsorem żeńskiej drużyny piłki nożnej Wisły Płock.
Jest laureatem nagrody TOP Charity 2024 przyznawanej przez Rafała Brzoskę i Omenaa Mensah za inspirujące postawy i osobiste zaangażowanie w działalność charytatywną i filantropijną.
W 2022 roku został nominowany do nagrody EY Przedsiębiorca, gdzie znalazł się w gronie finalistów. W 2023 roku otrzymał tytuł „Wzorowy Agroprzedsiębiorca RP”. Jest członkiem Business Centre Club.
W 2020 roku osobiście wsparł miodem pracowników służby zdrowia, seniorów i osób szczególnie dotkniętych koronawirusem.

## Nagrody i odznaczenia
- 2024: Laureat nagrody „TOP Charity 2024”[9].
- 2023: „Wizjoner Polskiej Gospodarki 2023”[16].
- 2023: „Wzorowy Agroprzedsiębiorca RP”[13].
- 2022: Odznaka honorowa „Zasłużony dla Rolnictwa”[17].
- 2022: Finalista „EY Przedsiębiorca Roku”[12].